# 東南極氷床
東南極氷床（ひがしなんきょくひょうしょう、East Antarctic Ice Sheet、EAIS）は南極にある二つの大きな氷床のうちの片方であり、地球上で一番大きい氷床である。西経45度から東経168度の間にある。
東南極氷床は面積、質量ともにかなり西南極氷床より大きい。 東南極氷床と西南極氷床は南極横断山脈で分けられている。殆ど海面下に沈んでいる岩盤に乗った西南極氷床とは逆に、東南極氷床は大きな陸塊に乗っている。東南極氷床にあるものとしては、南極大陸で最も氷の厚い地点(厚さおよそ4,800メートル)、東南極山脈、南極点がある。始新世の終わりにガンブルツェフ山脈から滑り落ちた雪などによって形成されたと考えられている。

## 氷の量の変化
現在、地球温暖化に関する国際的な主眼は極冠が融けることにある。 
GRACE(en)に基づく研究データによると東南極氷床は一年に570億トンの割合で失われている。 また西南極氷床と東南極氷床と海岸の氷床を合わせた南極氷床全体では、一年に152立方キロメートル(＝1390億トン)の割合で失われている。

## 温度の変化
1980年代から1990年代にかけて有った東南極の寒冷化の一部は、ここ50年の間に10年あたりおよそ0.1度以上温暖化した西南極氷床の代償である。南極大陸全体の平均表面温度の温暖化傾向は明白かつ著しく、1957年から10年あたり0.05度以上あがっている。

## 領有権主張
多くの国が南極の領有権を主張している。東南極氷床では、イギリス、フランス、ノルウェー、オーストラリア、チリ、アルゼンチンが領有権を主張している(一部重なっている)。